# La moglie bugiarda
La moglie bugiarda (True Confession) è un film del 1937, diretto da Wesley Ruggles.

## Trama
I coniugi Bartlett sono una strana coppia. Helen è una bugiarda patologica, mentre Ken è un avvocato onesto e scrupoloso ma di scarso successo. Quando i due scoprono di essere senza soldi, Helen tenta di convincere il marito a difendere un presunto ladro di prosciutti, ma Ken capisce che l'uomo ha davvero rubato gli insaccati e non accetta il caso. Helen è costretta ad impiegarsi come segretaria dell'uomo d'affari Otto Krayler.

## Produzione
Il film fu prodotto dalla Paramount Pictures.

## Distribuzione
Distribuito dalla Paramount Pictures, il film - presentato da Adolph Zukor - uscì nelle sale cinematografiche USA il 24 dicembre 1937.